# Židovský hřbitov ve Štěnovicích
Židovský hřbitov ve Štěnovicích, založený nejdéle roku 1802, leží v severovýchodní části obce Štěnovice v ulici K Pile a je volně přístupný.
Areál ve svahu je obklopený kamennou ohradní zdí a nachází se zde kolem 160 náhrobních kamenů, z nichž nejstarší nalezený se datuje k roku 1802. Během druhé světové války došlo k jeho devastaci, rekonstruován byl na přelomu 20. a 21. století. Bývalá márnice je využívána jako garáž vedlejší novostavby.
Na pláštíku tóry uchovávaném v Plzni se lze dozvědět, že jej daroval vážený pan Meir Winternitz, jehož otec je podle nápisu na pláštíku pochován právě ve Štěnovicích.
Od 17. září 2016 je kulturní památkou České republiky.